# شهرستان چنگوو
شهرستان چنگوو (به لاتین: Chengwu County) یک منطقهٔ مسکونی در چین است که در هزه (شاندونگ) واقع شده‌است. شهرستان چنگوو ۴۶ متر بالاتر از سطح دریا واقع شده‌است.